# 左美濃
左美濃（ひだりみの）是一類日本將棋的圍玉，用於搭配居飛車，並有一系列相關的戰法。其形態類似搭配振飛車的美濃圍，但玉將放置於8筋。左美濃在急戰或持久戰皆可使用，變化多端，從初學者到專業棋士都有使用族群，以戰術彈性高而著稱。相比其他對抗振飛車的持久戰，左美濃對上藤井系統或石田流等振飛車積極戰略時，雖然有其好處，但在急戰流行的場合（業餘棋士戰，或是專業棋士對急戰缺乏信心時）還是應該減少使用。

## 左美濃結構

### 8八玉型
8八玉型左美濃是最常見的左美濃，將角行拉上7七（3三），將玉將圍在8八（2二），金銀三枚組成高美濃。此陣型一度甚為流行，但有角道直射的缺點：如果對手用△6五桂（▲4五桂）逼離左美濃方的角行，玉將就可能被對手直接遠距離攻擊。8八玉型左美濃可以重組成銀冠「米長玉」（詳見下文）。如果對手一開始就抱定決心攻擊玉頭，則變化為米長玉的走法較為危險，但如果對手是8二玉（2八玉）的美濃，那米長玉就相當有殺傷力。

### 天守閣美濃
天守閣美濃為了讓玉將避開角道，將己方角頭步推進至8六（2四），玉將圍在8七（2三），構造頗為珍奇。若對手從側面攻擊，則玉將可以遠離右翼的戰場，以很難被將死聞名，即使底段的金將被奪走都未必會死，是故勝率甚高。缺點是玉頭極弱，藤井系統即為利用此點的剋制之作。如果將右金提高，組成高美濃，則稱為8七玉型左美濃，面對銀冠等正面攻擊比較有利。
1607年（慶長12年）6月，初代大橋宗桂對本因坊算砂的棋局（如右圖）是目前所知最古老的天守閣美濃棋局。後手走四間飛車，先手的陣勢則有木村美濃與牛角銀雁木的影子。

### 四枚美濃
四枚美濃為天守閣美濃再加上7七（3三）的右銀所形成。

### 左銀冠
左銀冠從四枚美濃進化而來，是左美濃的最終型態，常用於對付振飛車穴熊。藤井系統的戰略便是在天守閣美濃演化為左銀冠前先下手攻擊。

### 端美濃
端美濃玉將置於9八（1二），優點是可以避開角道，但玉將停在香車前面，反而像是沒組好的穴熊，容易被對手用端攻壓迫。可以演化為串燒圍。

### 米長玉
米長玉將玉將置於9八（1二），並演化為銀冠，在玉將避開角道的同時，又能以銀冠的縱深對抗端攻與正面攻擊。

### 平美濃
平美濃與天守閣美濃相似，以飯島流引角戰型聞名。右金沒有抬高成高美濃，角行必須沿美濃內部的通道撤出，再讓玉將入城。優點是可以緩解藤井系統等上方攻擊，但與其他左美濃相比，撤離角行與玉將入城的過程相當麻煩，此為其缺點。

### 一段玉型
一段玉型左美濃的想法與米長玉或千禧圍相像，要讓玉將避開角道，但它並沒有讓玉將位置抬高，而是避居底線，以避開玉頭脆弱的風險。
| 左美濃（8八玉型） | 左美濃（8七玉型） | 四枚美濃 |

| 左銀冠（四枚） | 左銀冠（三枚） | 左銀冠（米長玉） |

| 平美濃 | 端美濃 | 一段玉型 |